# Athelas Sinfonietta Copenaghen
L'Athelas Sinfonietta Copenaghen è una formazione cameristica danese di Copenaghen, specializzata nell'esecuzione di composizioni moderne. È stata fondata nel 1990 ed è molto apprezzata per l'alta qualità del suo lavoro. Direttore Artistico dell'ensemble dal 2014 è Jesper Lützhøft mentre Pierre-André Valade è Direttore Ospite Principale.
Il complesso prende il nome dalla pianta immaginaria Athelas della Terra di Mezzo di J. R. R. Tolkien, un'erba con poteri di guarigione utilizzati due volte da Aragorn per salvare Frodo ne Il Signore degli Anelli.

## Storia
L'Athelas Sinfonietta di Copenaghen è stata fondata nel 1990 da due compositori e un direttore d'orchestra dalla frustrazione che nessuna orchestra esistente avesse interesse all'esecuzione di nuove composizioni. Dal 1997 al 2000, quando iniziò a guidare l'Orchestra Filarmonica di Copenaghen, Giordano Bellincampi fu il direttore principale.
Nel 2000 fu nominata Complesso Nazionale, uno stato seguito da notevoli sussidi in più da parte del Ministero degli Affari Culturali. Nel 2001 l'ensemble ha collaborato con Thomas Sandberg e il compositore Anders Nordentoft all'esecuzione dell'opera sperimentale On the Planet.
Il 2003 ha visto la crisi quando l'orchestra perse il suo status a causa di tagli di bilancio ministeriali, e le sovvenzioni si ridussero a un terzo dei livelli precedenti, mentre la maggior parte della direzione andò in pensione. Anders Beyer venne nominato nuovo direttore artistico dell'ensemble. Introdusse una serie di iniziative per rendere l'insieme più visibile e stabilire nuove collaborazioni.
Nel 2008 l'Athelas Sinfonietta di Copenaghen ha collaborato con il Danish Dance Theatre sull'installazione Labyrint, creata da Tim Rushton.
Il 4 maggio 2009 si unì per l'occasione al cantante Misen Groth ed insieme eseguirono la composizione di Jacob Groth per il film La ragazza con il tatuaggio del drago (film del 2009) a Cannes, come concerto di apertura ufficiale del Festival di Cannes del 2009.

## Membri attuali
- Andras Olsen – Trombone,
- Liza Gibbs Fox – Oboe
- Anna Klett – Clarinetto
- Manuel Esperilla/Kristoffer Hyldig – Pianoforte
- Axel Ruge — Contrabbasso
- Idinna Lützhøft – Violino
- Mina Luka Fred – Viola
- Karen Skriver Zargabis – Flauto
- Jonas Wiik – Tromba
- Anne Søe – Violino
- Maria Boelskov Sørensen – Arpa
- Mathias Friis-Hansen/Mathias Reumert – Percussioni
- Signe Haugland – Fagotto
- Thomas Ekman – Corno
- Adam Stadnicki – Violoncello